# 테크론배 프로기전
테크론배 프로기전은 매일경제신문과 매일경제TV가 주최하고 한국기원이 주관하는 대한민국의 바둑 기전이다. 1999년 4기를 끝으로 LG정유배(현 GS칼텍스배)로 이름을 바꾸었다.

## 상금
- 우승 상금 3천만원.

## 대국규정
- 패자부활전이 없는 예선과 본선 토너먼트를 거쳐 결승 5번기로 우승자를 가린다.
- 제한시간은 예선 각 3시간, 본선 각 4시간, 결승 각 5시간이다.

## 역대 우승자
| 회수 | 연도 | 우승   | 전적  | 준우승 |
| ---- | ---- | ------ | ----- | ------ |
| 1    | 1996 | 유창혁 | 3 - 2 | 조훈현 |
| 2    | 1997 | 이창호 | 3 - 0 | 최명훈 |
| 3    | 1998 | 이창호 | 3 - 0 | 최명훈 |
| 4    | 1999 | 서봉수 | 3 - 2 | 유창혁 |